# Плющ, Иван Степанович
Ива́н Степа́нович Плющ (укр. Іван Степанович Плющ, 11 сентября 1941, Борзна, Черниговская область — 25 июня 2014, Киев) — советский и украинский государственный деятель, дважды возглавлял Верховную раду Украины (1991—1994, 2000—2002), с мая по ноябрь 2007 года — секретарь Совета национальной безопасности и обороны Украины, Герой Украины (2001).

## Биография
Родился в селе Борзна (ныне город) Черниговской области во время обороны села Красной Армией.

### Образование и ранняя карьера
В 1956 году поступил в Борзнянский сельскохозяйственный техникум, который окончил в 1959 году. С 1959 года работал бригадиром овцеводческой бригады совхоза «Хмелевик» Барышевского района Киевской области, с 1959 по 1960 год был агрономом в колхозе имени XXI съезда КПСС Барышевского района, с 1960 по 1961 год работал в совхозе «Войковский» Барышевского района. С 1961 по 1962 год был слушателем однолетней школы руководящих кадров при Украинской сельскохозяйственной академии, после чего с 1963 по 1967 год продолжал работать начальником отделения в совхозе «Войковский». В 1967 году окончил Украинскую сельскохозяйственную академию, получив специальность агронома.
В 1962 году вступил в КПСС. С 1967 по 1974 год возглавлял колхоз имени Кирова, был директором совхоза имени Ленина Барышевского района Киевской области. С 1974 по 1975 год являлся заместителем директора Барышевского треста овоще-молочных совхозов. С 1975 по 1977 год работал заместителем заведующего сельскохозяйственным отделом Киевского обкома КП УССР. В 1979 году окончил Академию общественных наук при ЦК КПСС, с 1979 по 1981 год был инструктором, затем заместителем заведующего сельскохозяйственным отделом, с 1981 по 1982 год работал директором Киевского специализированного треста овоще-молочных совхозов, с 1982 по 1984 год был заведующим отделом сельского хозяйства и пищевой промышленности Киевского обкома КП УССР.

### Политическая карьера
В сентябре 1984 года стал первым заместителем председателя исполкома Киевского областного совета, 25 декабря 1984 года был избран председателем Киевского облисполкома.
В 1990 году в ходе первых альтернативных парламентских выборов в Украинской ССР был выдвинут кандидатом в народные депутаты трудовыми коллективами колхоза имени Ленина, Клавдиевский ткацкой фабрики Бородянского района, Кодрянского стеклозавода и совхоза имени Котовского Макарьевского района Киевской области. 18 марта 1990 года среди 5 претендентов во втором туре был избран народным депутатом Верховного совета Украинской ССР XII созыва (в дальнейшем — Верховной рады Украины I созыва) по Макарьевскому избирательному округу № 221 Киевской области, набрав 49,25% голосов. В парламенте был избран первым заместителем председателя. Летом 1990 года кратковременно исполнял обязанности главы парламента, а после того как 5 декабря 1991 года Леонид Кравчук стал президентом, он возглавил Верховную раду полноценно. Под председательством Плюща Верховный Совет Украины ратифицировал Беловежское соглашение о прекращении существования СССР.
На парламентских выборах 27 марта 1994 года в первом туре был избран 71,44 % голосов депутатом Верховной рады от Борзнянского избирательного округа № 445. 26 июня 1994 года участвовал в первом туре президентских выборов, где занял шестое место из семи, набрав 1,24 % (321 886 голосов).
На выборах в Верховную раду в марте 1994 года выступал как беспартийный, однако вскоре он вступил в Народно-демократическую партию (НДП), в списке которой он выступал под номером 3 на парламентских выборах 29 марта 1998 года. После смещения в январе 2000 года Александра Ткаченко с поста главы Верховной рады, во второй раз был избран председателем украинского парламента.
"Иван Плющ — не командный человек… И кругозор смешной. Сидим как-то раз на острове Крит, едим королевских омаров. Я говорю: «Иван Степанович, давайте махнем в Африку — тут рядом, 220 километров. Он подумал, подумал, а потом спрашивает: „Чародеев, а до Индии далеко?“ Я просто подавился своей креветкой: „До Индии 6 тысяч…“» (А. В. Чародеев).
21 августа 2001 года ему было присвоено звание Героя Украины.
На парламентских выборах 31 марта 2002 года вновь выдвигал свою кандидатуру от НДП, но на этот раз не по партийному списку, а по одномандатному округу № 209, получив 41,73 % голосов. В Верховной раде сначала вступил в депутатскую группу «Демократические инициативы», а 30 сентября 2003 года — во фракцию «Наша Украина». 16 марта 2005 года он перешёл во фракцию Украинской народной партии.
В конце 2005 года стал соинициатором «Украинского народного блока Костенко и Плюща», а также почётным главой «Партии возрождения села». На парламентских выборах 26 марта 2006 года этот блок не смог преодолеть трёхпроцентный барьер.
В июле-августе 2006 года принимал участие в подготовке и обсуждении Универсала национального единства.
23 февраля 2007 года возглавил Совет общественности при президенте Украины.
Во время политического кризиса 2007 года, в конце апреля — начале мая был сопредседателем рабочей группы по подготовке досрочных парламентских выборов.

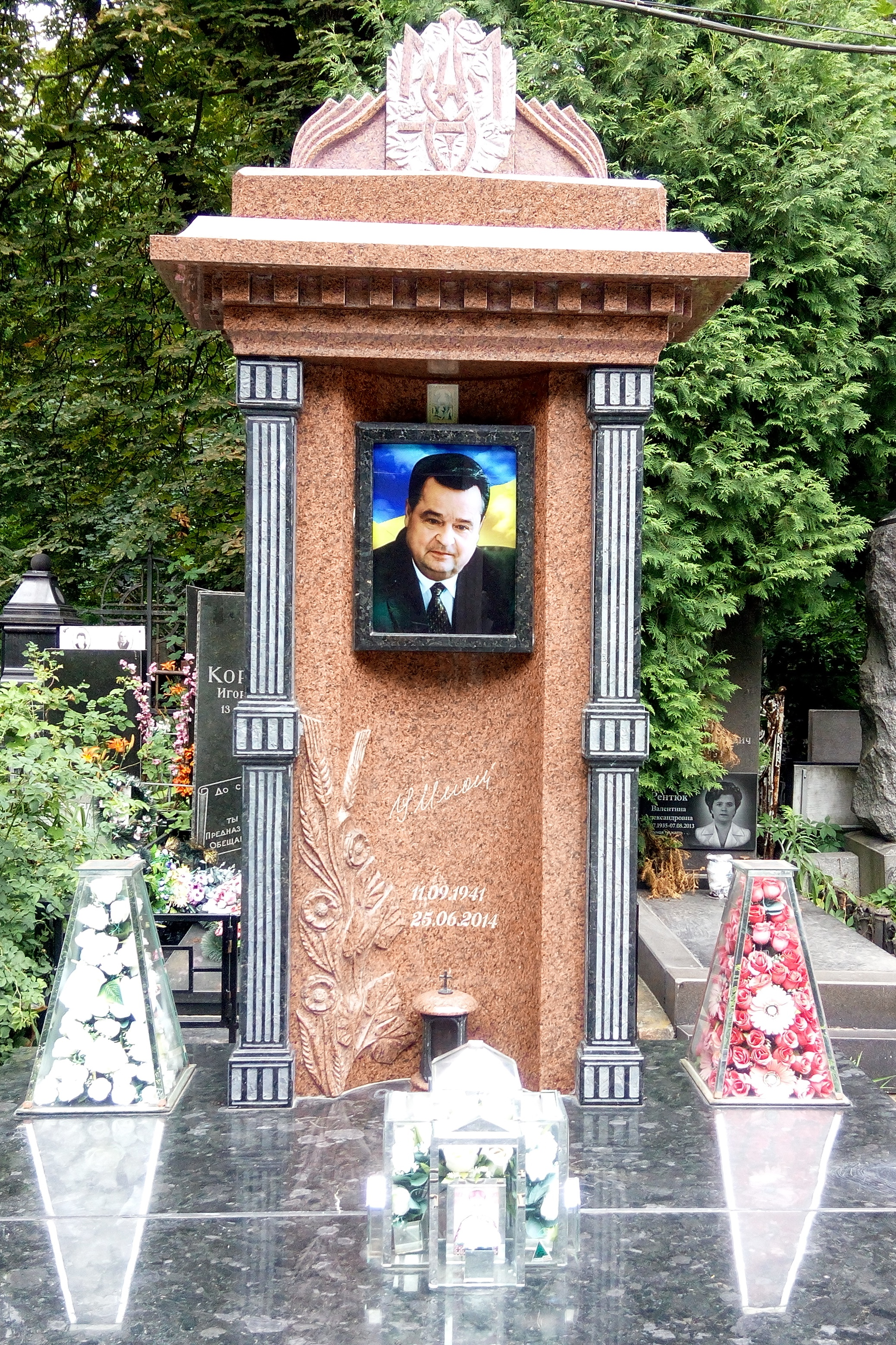
Надгробие Ивана Плюща на Байковом кладбище

12 мая 2007 года Виктор Ющенко назначил Плюща секретарём Совета национальной безопасности и обороны Украины.
Как вспоминал Александр Турчинов, бывший при нём первым заместителем: «в 2007 году, на пике противостояния между Януковичем и Ющенко, последний вынужден был поставить меня фактически руководителем СНБО, чтобы переломить ситуацию и заставить Януковича пойти на досрочные выборы».
30 сентября 2007 года принял участие в парламентских выборах под номером 23 предвыборного списка блока партий «Наша Украины — Народная Самооборона» (НУ—НС) и был в пятый раз избран депутатом Верховной рады.
26 ноября 2007 года Виктор Ющенко уволил его с должности секретаря Совета национальной безопасности и обороны Украины в связи с  его избранием в парламент.
29 ноября 2007 года единственным из членов фракции НУ—НС не вошёл в состав коалиции, которая была создана вместе с БЮТ. При голосовании за избрание Тимошенко Ю. В. на должность Премьер-министра он воздержался. Впоследствии он отдал свой голос «за» формирование коалиционного правительства. В обоих случаях его голос не был решающим.
В 2011 году голосовал за пенсионную реформу.

### Смерть и похороны
Скончался вечером 25 июня 2014 года в результате продолжительного онкозаболевания, похоронен 27 июня 2014 года на Байковом кладбище.

## Семья
Был женат вторым браком, сын Вадим от первого брака был убит в 1991 году. Вторая жена — Светлана Валерьевна, дочь от второго брака — Доминика.

## Награды
- Звание Герой Украины с вручением ордена Государства (21 августа 2001 года) — за выдающиеся личные заслуги перед Украиной в развитии государственности, плодотворную политическую и общественную деятельность[10]
- Орден князя Ярослава Мудрого III степени (11 сентября 2011 года) — за выдающийся личный вклад в государственное строительство, многолетнюю плодотворную законотворческую и общественно-политическую деятельность[11]
- Орден князя Ярослава Мудрого IV степени (18 января 2007 года) — за заслуги в государственном строительстве, весомый вклад в развитие и укрепление демократической, социальной и правовой Украины и Дня Соборности Украины[12]
- Орден князя Ярослава Мудрого V степени (21 августа 1996 года) — за значительный личный вклад в становление и развитие суверенного демократического Украинского государства и по случаю пятой годовщины независимости Украины[13]
- Крест Ивана Мазепы (23 февраля 2010 года) — за весомый личный вклад в возрождение исторического наследия украинского народа, многолетнюю плодотворную профессиональную деятельность[14]
- Орден Трудового Красного Знамени
- Орден «Знак Почёта»
- Орден «Содружество» (25 марта 2002 года, Совет Межпарламентской Ассамблеи государств — участников Содружества Независимых Государств) — за активное участие в деятельности Межпарламентской Ассамблеи и её органов, вклад в укрепление дружбы между народами государств — участников Содружества[15]